# Нушаба Асад Маммедли
Нушаба Асад Маммедли (азерб. Nüşabə Əsəd Məmmədli; род. 8 декабря 1946, Кировабад) — современная азербайджанская писательница, журналист, драматург, публицист и общественный деятель. Произведения Нушабы Асад Маммедли были переведены на русский, английский, польский, грузинский, украинский, фарси и тюркские языки. Является основоположником импрессионизма в азербайджанской литературе.

## Жизнь
Нушаба Асад Маммедли родилась в городе Гянджа 8 декабря 1946 года. С 1966 года по 1972 училась в Азербайджанском государственном университете на факультете журналистики. В тот же год (в 1972) работала в газете «Кировабадский рабочий» корреспондентом, начальником отдела, заместителем редактора. В период с 1990 по 1995 год работала главным редактором той же газеты.
В 1987 году 13 февраля на 7-м съезд Союза журналистов Азербайджана (СЖА) Нушаба Маммедли подняла вопрос о возвращении исконного названия Гянджа городу Кировабад, за что подвергалась критике советской властью.
В 1991 выпускала первый в Гяндже общественно-литературный журнал «Родина» («El»)
В феврале 1992 года (сразу после Ходжалинской резни) основывает одну из немногих женских организаций в Гяндже «Томрис».
С 2003 по 2013 год Нушаба ханым становится главным редактором независимой и еженедельной газеты «Gəncəbasar»

## Произведения
Во многих произведениях Нушабы Маммедли создаёт сильный женский образ, который борется со сложившимися обстоятельствами жизни. В некоторых своих произведениях прибегает к историческим мотивам («Джавад хан», «Правление пророка Сулеймана»).
- «Листопад» (1984) — сборник рассказов. Издательство «Gənclik»
- «Хочу забыть» (1983) — пьеса. Была поставлена в Гянджинском государственном театре. (Была включена в «золотой фонд» национального телевидения)
- «Мираж» (1987) сборник романа и повестей. Издательство «Gənclik»
- «Последняя песня» (1991) сборник романа, повести и пьес. Издательство «Azərnəşr»
- «Джавад хан» — пьеса (1991) и роман (1982—1992). (Пьеса «Джавад хан» включена в «золотой фонд» азербайджанского телевидения) (Роман «Джавад хан» Был впервые опубликован в журнале «Родина» в 1996-м)
- Книга «Джавад хан» писательницы, публициста и драматурга Нушабы Асад Мамедли (Мамедовой) увидела в свет в Турции, в издательстве «Son Çağ» (Анкара).[1]
- «Крик» — пьеса. На основе был снят одноимённый художественный фильм.
- «Маковое поле» (2004) — сборник повестей и рассказов. Издательство «Adiloğlu»
- «Танец белых цветов» — пьеса. В 2007-м на основе этой пьесы был снят художественно-телевизионный фильм
- «Закат» (2014) — повесть. Издательство «Əskəroğlu»
- «Прощальная песнь» — 20 января 2012 года. Повесть, посвящённая событиям 20-го января, была переведена на польский язык. Презентация прошла в Варшавском государственном университете.

## Награды и звания
- «Золотое перо» (1983)
- «Публицист года» (1989)
- «Самое лучшее иностранное произведение» по версии журнала «Кейхани хаваи» (Иран)
- «Заслуженный журналист» (1991)
- Премия имени «Дилары Алиевой» (1997)
- Премия «Аэропорт» (1997) за лучший сценарий на тему патриотизма.
- Премия «Зардаби» (2004) Нушаба Асад Маммедли
- Орден Труда 3 степени (2025)[2]